# Челябинское углепромышленное акционерное общество

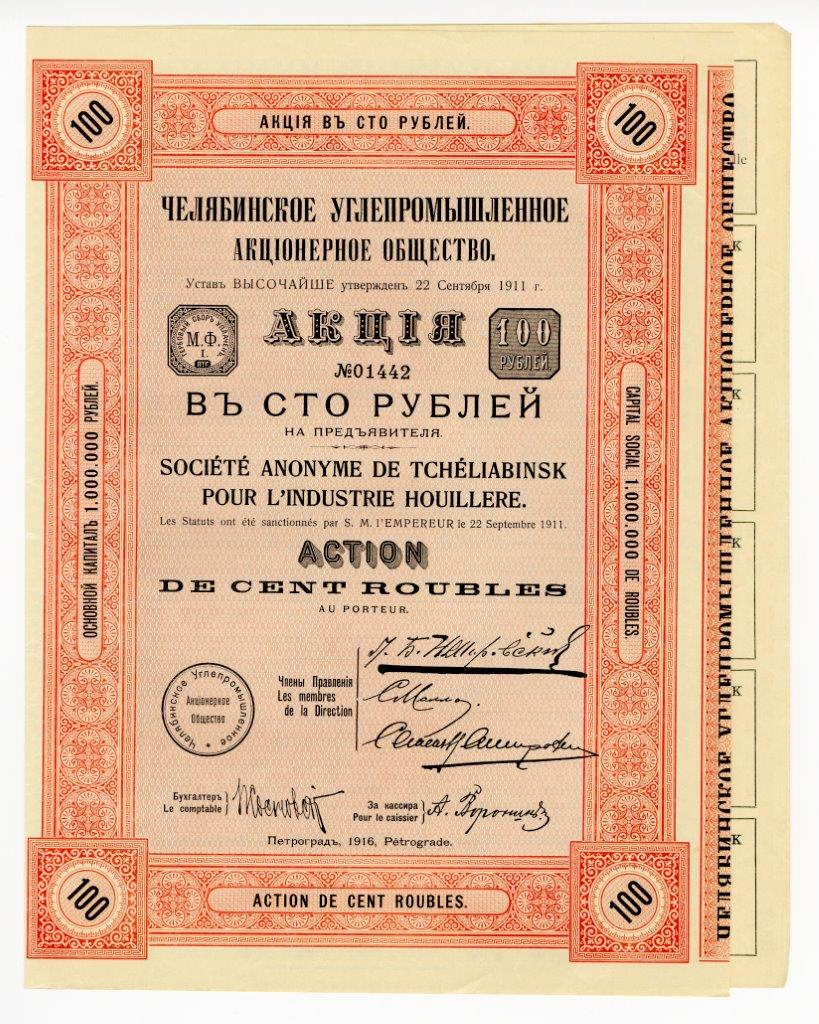
Акция в 100 руб. на предъявителя Челябинского углепромышленного акционерного общества с основным капиталом в 1 млн. руб. Петроград, 1916 г.

Первые сведения о наличие бурого  угля на территории Оренбургской губернии, расположенной восточнее современного г. Челябинска, появились в 1832 г. Спустя три четверти века, в 1907 г., в Челябинском угольном бассейне (ЧУБ) начата разработка первых угольных копей
Челябинское углепромышленное акционерное общество было зарегистрировано в Санкт-Петербурге в 1911 г. (Устав Высочайше утвержден 22 сентября 1911 г.) для промышленной эксплуатации угольных рудников, расположенных к востоку от Уральского хребта. Основной капитал компании определялся в 1 млн. руб. разделенных на 10 тыс. акций по 100 руб. каждая.
Правление Челябинского углепромышленного АО, председателем которого являлся купец первой гильдии Л. Б. Немировский, отец известной французской писательницы русско-еврейского происхождения И. Л. Немировской, также заседало в столице Империи  (в 1914-1924 гг. Петроград).
Имущество общества объявлено государственной собственностью на основании Декрета СНК от 28 июня 1918 г. О национализации акционерных обществ.